# Cochlidium repandum
Cochlidium repandum är en stensöteväxtart som beskrevs av Luther Earl Bishop. Cochlidium repandum ingår i släktet Cochlidium och familjen Polypodiaceae. Inga underarter finns listade.